# Иваницкая, Людмила Петровна
Людмила Петровна Иваницкая (29 апреля 1928, Чебоксары — 16 марта 2019, Москва) — советский и российский микробиолог, доктор медицинских наук, член-корреспондент АМН СССР (1988).

## Биография
Дочь П. Н. Осипова. Окончила Московский медицинский институт им. И. М. Сеченова (1952) и его аспирантуру на кафедре микробиологии (1955).
С 1952 года работала во ВНИИ антибиотиков АМН СССР (РФ).
Предложила в медицинскую практику новый антибиотик мономицин. Автор (соавтор) 37 изобретений, более 300 публикаций по проблемам изыскания новых антибиотиков, изучению их действия.
Доктор медицинских наук (1972, тема диссертации «Разработка методов первичного отбора противоопухолевых антибиотиков и некоторых других биологически активных веществ из актиномицетов»).
Член-корреспондент АМН СССР (16.12.1988), впоследствии РАМН и Российской академии наук (27.06.2014).
Скончалась 16 марта 2019 года. Похоронена на Ваганьковском кладбище Москвы (участок 37).

## Семья
Муж — Алексей Михайлович Иваницкий (1928—2023), физиолог.